# Чкаловська селищна рада
Чка́ловська се́лищна ра́да — адміністративно-територіальна одиниця та орган місцевого самоврядування в Чугуївському районі Харківської області. Адміністративний центр — селище міського типу Чкаловське.

## Загальні відомості
Чкаловська селищна рада утворена в 1977 році.
- Територія ради: 58,546 км²
- Населення ради: 5 231 особа (станом на 2001 рік)

## Населені пункти
Селищній раді підпорядковані населені пункти:
- смт Чкаловське
- с. Гаврилівка
- с-ще Дослідне
- с. Миколаївка
- с. Нова Гнилиця

### Колишні населені пункти
- Бурлуцький

## Склад ради
Рада складається з 30 депутатів та голови.
- Голова ради: Соловйов Віктор Дмитрович

### Керівний склад попередніх скликань
| Прізвище, ім'я, по батькові      | Основні відомості                                                        | Дата обрання | Дата звільнення |
| -------------------------------- | ------------------------------------------------------------------------ | ------------ | --------------- |
| Кравченко Геннадій Олександрович | Селищний голова, 1970 року народження, безпартійний                      | 26.03.2006   | 31.10.2010      |
| Соловйов Віктор Дмитрович        | Селищний голова, 1974 року народження, освіта вища, член Партії регіонів | 31.10.2010   |                 |

Примітка: таблиця складена за даними сайту Верховної Ради України

### Депутати
За результатами місцевих виборів 2010 року депутатами ради стали:

#### За суб'єктами висування
| Суб'єкт висування                                       | Кількість обраних депутатів | %    |
| ------------------------------------------------------- | --------------------------- | ---- |
| Партія регіонів                                         | 20                          | 66,7 |
| Політична партія Всеукраїнське об'єднання «Батьківщина» | 4                           | 13,3 |
| Самовисування                                           | 4                           | 13,3 |
| Комуністична партія України                             | 2                           | 6,7  |

#### За округами
| № округу                                                | Прізвище, ім'я, по батькові       | Дата визнання обраним | Освіта             | Партійна приналежність                        | Відомості про обраного депутата                                       |
| ------------------------------------------------------- | --------------------------------- | --------------------- | ------------------ | --------------------------------------------- | --------------------------------------------------------------------- |
| Комуністична партія України                             |                                   |                       |                    |                                               |                                                                       |
| 2                                                       | Суботіна Євгенія Вікторівна       | 01.11.2010            | середня спеціальна | позапартійна                                  | пенсіонер                                                             |
| 30                                                      | Михєєв Сергій Миколайович         | 01.11.2010            | середня            | член Комуністичної партії України             | тимчасово не працює                                                   |
| Партія регіонів                                         |                                   |                       |                    |                                               |                                                                       |
| 3                                                       | Кваша Вікторія Вікторівна         | 01.11.2010            | вища               | член Партії регіонів                          | Чкаловська селищна рада, сеціаліст І кат. (землевпорядник             |
| 4                                                       | Горулько Олексій Дмитрович        | 01.11.2010            | вища               | член Партії регіонів                          | пенсіонер                                                             |
| 6                                                       | Рудь Ольга Миколаївна             | 01.11.2010            | вища               | член Партії регіонів                          | ТОВ «Біоком», зав.лабораторії                                         |
| 7                                                       | Верчик Олександр Анатолійович     | 01.11.2010            | середня            | член Партії регіонів                          | ВСАТ "Агроком."Слобожанський", тракторист                             |
| 8                                                       | Івженко Ольга Миколаївна          | 01.11.2010            | вища               | член Партії регіонів                          | Новогнилицька загальноосвітня школа, заступник директора              |
| 9                                                       | Кутах Ігор Володимирович          | 01.11.2010            | середня спеціальна | член Партії регіонів                          | ВСАТ "Агроком."Слобожанський", електромонтер                          |
| 11                                                      | Ліхоман Віра Михайлівна           | 01.11.2010            | середня спеціальна | член Партії регіонів                          | пенсіонер                                                             |
| 12                                                      | Солодова Ольга Вікторівна         | 01.11.2010            | середня            | член Партії регіонів                          | Чкаловська амбулаторія ЗПСМ, медсестра                                |
| 13                                                      | Ларченко Катерина Олександрівна   | 01.11.2010            | вища               | член Партії регіонів                          | Чкаловська селищна рада, діловод                                      |
| 14                                                      | Рудяк Юрій Павлович               | 01.11.2010            | середня            | член Партії регіонів                          | ВСАТ "Агроком."Слобожанський", водій                                  |
| 15                                                      | Чвалун Наталія Яковлівна          | 01.11.2010            | вища               | член Партії регіонів                          | Чкаловська загальноосвітня школа, вчитель                             |
| 17                                                      | Кравченко Галина Аркадіївна       | 01.11.2010            | середня            | член Партії регіонів                          | Чкаловська амбулаторія ЗПСМ, медсестра                                |
| 19                                                      | Широбокова Неллі Валентинівна     | 01.11.2010            | середня            | член Партії регіонів                          | підприємець                                                           |
| 20                                                      | Крахмальов Юрій Анатолійович      | 01.11.2010            | середня            | член Партії регіонів                          | ВСАТ "Агроком."Слобожанський", водій                                  |
| 21                                                      | Відішева Тетяна Василівна         | 14.11.2010            | вища               | член Партії регіонів                          | Чугуївська загальноосвітня школа № 8, вчитель                         |
| 22                                                      | Довгаль Людмила Дем'янівна        | 01.11.2010            | вища               | член Партії регіонів                          | Чкаловська бібліотека, бібліотекар                                    |
| 23                                                      | Лаптєва Наталія Сергіївна         | 01.11.2010            | вища               | член Партії регіонів                          | ВСАТ "Агроком."Слобожанський", бухгалтер                              |
| 24                                                      | Рудавіна Оксана Валеріївна        | 01.11.2010            | вища               | член Партії регіонів                          | ХОКП «ДРІТ», контролер                                                |
| 26                                                      | Свистун Олексій Вікторович        | 01.11.2010            | середня            | член Партії регіонів                          | ВСАТ "Агроком."Слобожанський", тракторист                             |
| 29                                                      | Калєніченко Інна Анатоліївна      | 24.03.2013            | середня спеціальна | член Партії регіонів                          | Територіальний центр Соціального обслуговування, соціальний працівник |
| Політична партія Всеукраїнське об'єднання «Батьківщина» |                                   |                       |                    |                                               |                                                                       |
| 10                                                      | Крахмальова Олена Іванівна        | 01.11.2010            | середня спеціальна | член Всеукраїнського об'єднання «Батьківщина» | ТОВ «Біоком», хімік лаборант                                          |
| 18                                                      | Задірака Світлана Дмитрівна       | 01.11.2010            | середня            | позапартійна                                  | ТОВ «Кегечівське», продавець                                          |
| 25                                                      | Санжара Роман Олександрович       | 01.11.2010            | середня            | позапартійний                                 | тимчасово не працює                                                   |
| 27                                                      | Тимощенко Тетяна Борисівна        | 01.11.2010            | вища               | член Всеукраїнського об'єднання «Батьківщина» | Чкаловська загальноосвітня школа, вчитель                             |
| Самовисування                                           |                                   |                       |                    |                                               |                                                                       |
| 1                                                       | Колонтаєвський Олександр Іванович | 01.11.2010            | вища               | позапартійний                                 | підприємець                                                           |
| 5                                                       | Нечипуренко Зінаїда Петрівна      | 01.11.2010            | вища               | позапартійна                                  | РЦДЮТ, директор                                                       |
| 16                                                      | Яківець Любов Миколаївна          | 01.11.2010            | вища               | позапартійна                                  | Шевченківська РДА, методист                                           |
| 28                                                      | Бучковський Анатолій Іванович     | 10.01.2011            | вища               | член Партії регіонів                          | пенсіонер                                                             |